# حضارة كيوكوتيني
حضارة كيوكوتيني حسب التسمية باللغة الرومانية، تُعرف أيضاً بـحضارة كيوكوتيني-تريبيليان (بالإنجليزية)، وحضارة تريبيليان (بالأوكرانية)، و حضارة تريبولي (بالروسية).
تأتي التسمية من القرية التي تقع بالقرب من المكان الذي اكتشفت فيه الآثار عام 1884. حيث قام تيودور بورادا بزيارة تلة (أو رابية) هناك والتي تشكلت بفعل شغلها بالسكان على فترات طويلة. حيث عثر على أجزاء من الفخار والتماثيل الفخارية.
يعتقد أن مساحتها تغطي حوالي 35,000 كم² لتشمل أجزاء لما أصبح الآن أراض من رومانيا ومولدوفيا وأوكرانيا.
تعتبر حضارة كيوكوتيني مهد الحضارة الأوروبية.